# Nová Vieska
Nová Vieska es un municipio del distrito de Nové Zámky en la región de Nitra, Eslovaquia, con una población estimada a final del año 2024 de 649 habitantes.
Se encuentra ubicado al sur de la región, cerca de los ríos Nitra y Hron (cuenca hidrográfica del Danubio) y de la frontera con Hungría.

## Demografía
| Año        | 1994 | 2004     | 2014    | 2024     |
| ---------- | ---- | -------- | ------- | -------- |
| Población  | 892  | 793      | 722     | 649      |
| Diferencia |      | −11,09 % | −8,95 % | −10,11 % |

| Año        | 2023 | 2024    |
| ---------- | ---- | ------- |
| Población  | 665  | 649     |
| Diferencia |      | −2,40 % |